# Ahuazotepec
Ahuazotepec är en kommunhuvudort i Mexiko.   Den ligger i kommunen Ahuazotepec och delstaten Puebla, i den sydöstra delen av landet, 120 km nordost om huvudstaden Mexico City. Ahuazotepec ligger 2 294 meter över havet och antalet invånare är 10 457.
Terrängen runt Ahuazotepec är kuperad. Runt Ahuazotepec är det ganska tätbefolkat, med 56 invånare per kvadratkilometer. Närmaste större samhälle är Huauchinango, 18,2 km nordost om Ahuazotepec. I omgivningarna runt Ahuazotepec växer huvudsakligen savannskog.